# Phổng Lăng
Phổng Lăng là một xã thuộc huyện Thuận Châu, tỉnh Sơn La, Việt Nam.
Xã Phổng Lăng có diện tích 61,7 km², dân số năm 1999 là 3.792 người, mật độ dân số đạt 61 người/km².